# Plotkin's Vaccines
Plotkin's Vaccines (también conocido como Plotkin on Vaccines; o simplemente Vaccines) es un libro de texto médico completo sobre vacunas publicado por primera vez por el virólogo estadounidense Stanley Plotkin en 1988, cuya edición fue coescrita por el pediatra y epidemiólogo Edward A. Mortimer Jr.. con ediciones posteriores producidas cada varios años hasta la octava edición en 2023. La séptima y octava ediciones fueron coescritas por Plotkin, Paul Offit, Walter Orenstein y Kathryn M. Edwards. El libro generalmente se considera la referencia estándar en el campo de la vacunología.

## Historia
En la década de 1960, Stanley Plotkin desempeñó un papel fundamental en el desarrollo de vacunas, incluyendo el descubrimiento de una vacuna contra el virus de la rubeola mientras trabajaba en el Instituto Wistar de Filadelfia. Plotkin formó parte del cuerpo docente de investigación activo de Wistar de 1960 a 1991. En la década de 1980, Plotkin tuvo la idea de escribir un texto centrado en las vacunas, explicando en una entrevista décadas después:

Sentí que ahora existía un campo de estudio que no eran las enfermedades infecciosas. Derivaba de ellas, pero ya no eran las enfermedades infecciosas clásicas. No era realmente inmunología, aunque, por supuesto, la inmunología es la base de las vacunas. La vaccinología era ahora un campo en sí misma y no contaba con un libro de texto. Pensé que era hora de demostrar que, de hecho, es un campo independiente y que necesitaba una fuente de información donde se pudieran encontrar respuestas a las preguntas sobre las vacunas.

 
El volumen inicial, publicado en 1988 bajo el sello de W. B. Saunders Company, tenía 633 páginas y representaba el trabajo de 42 expertos en el campo, liderados por Plotkin y el profesor de medicina pediátrica de la Universidad Case de la Reserva Occidental, Edward A. Mortimer Jr.. El British Medical Journal (BMJ), si bien elogió en general el alcance del libro y la extensión de sus referencias, señaló críticamente que «de los 43 colaboradores, todos menos cuatro son estadounidenses», y también señaló que el libro se centraba en productos con licencia en Estados Unidos y que las fuentes también eran «predominantemente estadounidenses». Cada edición posterior ha tendido a agregar varios cientos de páginas de material nuevo, así como autores colaboradores adicionales. Una reseña de la tercera edición en la revista Shock, por ejemplo, la describió como «considerablemente ampliada con nuevas incorporaciones importantes» y destacó su idoneidad para un público amplio, incluidos estudiantes, profesionales y expertos en enfermedades infecciosas. La revista Journal of the American Medical Association ( JAMA ) señaló que la tercera edición contenía contribuciones de 96 expertos de todo el mundo, incluidos expertos locales en ciertas enfermedades regionales prevenibles por vacunación, como la encefalitis japonesa y la fiebre amarilla. JAMA señaló críticamente que «no hay una versión en CD-ROM», una característica que se solucionó mediante la adición de contrapartes electrónicas para volúmenes posteriores.
Walter Orenstein se convirtió en coautor a partir de la tercera edición en 1999, y Paul Offit se unió a Plotkin y Orenstein como coautor a partir de la quinta edición en 2008. Tras la publicación de la sexta edición, el sello Saunders fue adquirido por Elsevier, que fue la editorial de las ediciones posteriores. Kathryn M. Edwards se convirtió en la cuarta coautora a partir de la séptima edición en 2017. La séptima edición también fue la primera en ser designada en la portada como Plotkin's Vaccines, en lugar de simplemente Vaccines.

## Estructura
Las ediciones recientes se han organizado generalmente en cinco secciones:
1. General Aspects of Vaccination («Aspectos generales de la vacunación»), que cubre temas fundamentales como la historia de las vacunas, la inmunología, los correlatos de protección y la inmunización pasiva.
2. Licensed Vaccines and Vaccines in Development («Vacunas autorizadas y vacunas en desarrollo»), que incluye capítulos específicos sobre enfermedades como vacunas virales, bacterianas y parasitarias, así como vacunas contra el cáncer y enfermedades no infecciosas como el Parkinson y la diabetes.
3. New Technologies («Nuevas tecnologías»), que explora plataformas de vacunas basadas en la genética, vaccinología estructural e innovaciones relacionadas.
4. Vaccination of Special Groups («Vacunación de grupos especiales»), con capítulos específicamente sobre la inmunización de mujeres embarazadas, personas inmunodeprimidas, viajeros y trabajadores de la salud.
5. Public Health and Regulatory Issues («Cuestiones de salud pública y reglamentarias»), que analiza las variaciones en las políticas de vacunación en las distintas regiones, incluidos Estados Unidos, Europa, Asia-Pacífico y países de ingresos bajos y medios.

Los capítulos específicos de cada enfermedad suelen abordar la historia de la enfermedad, las vacunas disponibles y en desarrollo, la respuesta inmunitaria, las aplicaciones clínicas y los resultados en diversas poblaciones. Las ediciones recientes del libro se han acompañado de ediciones digitales en formato libro electrónico que ofrecen actualizaciones sobre temas recientes, como MPOX, e incluyen ilustraciones, herramientas complementarias y acceso a aplicaciones móviles y recursos web.

## Recepción
El proyecto History of Vaccines del Colegio de Médicos de Filadelfia afirma que Vaccines se considera el mejor libro de texto en vacunología. La séptima edición ganó el premio BMA Medical Book Awards de 2018 en la categoría de Salud Pública. Una reseña de la octava edición en la revista Travel Medicine and Infectious Disease afirmó que el libro Vacunas de Plotkin ha sido durante muchos años el texto de referencia clave a nivel mundial en este campo, y lo describió como un recurso integral que abarca diversos aspectos de las vacunas y la inmunización, incluyendo las últimas evidencias, recomendaciones, protocolos (en desarrollo) y avances en la investigación de vacunas. La reseña señaló que la obra contaba con el respaldo de Bill Gates, quien la describió en su prólogo a la sexta edición como «una guía indispensable para mejorar el bienestar de nuestro mundo».
En diciembre de 2020, el columnista de Kentucky Al Cross sugirió que una copia del libro sería un regalo de Navidad ideal para el senador Rand Paul, «para que pueda repasar los conocimientos científicos que parece haber pasado por alto en la facultad de medicina».